# 东浦街道
30°03′05″N 120°32′10″E / 30.05139°N 120.53611°E
东浦街道是中华人民共和国浙江省绍兴市越城区下属的一个街道办事处，位于市区西北约7.5公里，面积30.78平方公里，其中水域面积6.9平方公里，常住人口4.2万。该镇旧名浦阳里，因地处原山阴县东部，地势低洼，多河港，故名东浦。境内河湖密布，水流纵横，居民沿河而居，桥梁遍布，较好地保留了江南水乡风貌，是绍兴“水乡”、“桥乡”、“酒乡”、“名士之乡”的缩影，2007年被列为第三批中国历史文化名镇。

## 自然环境
东浦原为杭州湾边的滩涂，东汉围筑鉴湖后始成陆地，现属绍虞水网平原（宁绍平原的一部分），地势低平，平均海拔5米左右，由南而北渐低，其中水网密布，湖泊众多。地表表层沉积物以细颗粒泥沙（细粉沙、粘土）为主，沉积层厚达100至300米，属河湖相沉积物，土质粘重，地下水位高。

## 历史
东晋末年该地区开始形成聚落，南宋时发展成为集镇，清嘉庆时期成为繁荣的商业市镇。1950年正式设建制镇，1958年改公社，1983年改乡，1984年复置镇，1992年原鉴湖乡并入，2001年由绍兴县划入越城区。
该镇现辖1个居委会，32个行政村，包括东浦居委会、东浦村、南村、青龙村、壶觞村、舜豪村、赏浜村、光相村、袁川村、杨川村、王城寺村、金家村、邵家村、合心村、庆丰村、联盟村、杨港村、湖口村、大葛村、强头村、炬星村、向阳村、群力村、蔡江村、利华村、鲁东村、鲁西村、王家村、塘湾村、邵家岸村、鉴湖村、行宫山村、清水闸村。
2017年7月23日，浙江省人民政府批复同意撤销东浦镇建制，其行政区域改由绍兴市越城区政府直辖。
2017年8月7日，绍兴市人民政府批复同意在原东浦镇行政区域内设立东浦街道办事处。

## 城乡建设
明朝之前东浦居民主要聚居在南部马院桥一带，明末清初开始聚居在街河两岸，逐渐形成东浦老街这一历史上的主要镇区，街区东起东绸路，西至环西路，长约600米，大致沿宽十余米的街河呈一字形，两侧民居呈“房—街—河—街—房”的空间格局。道路主要采用青石条铺砌，宽度一般在1.2米左右，跨河建有13座石桥联系两岸交通，其形式以梁桥和拱桥为主。
街区内的传统民居主要为明清遗存，多采用砖木结构、青石砌基、穿斗式木构架、硬山顶，临水或临街连续排列，以两层为主，商业店面底层为可拆卸的全木板门，普通民居则以木门、木窗和砖墙相结合，顶层层高较低者多采用全木阁楼式，层高较高者多用白墙粉饰，侧面以人字形山墙为主，少部分为马头墙，徐锡麟故居为古镇传统民居的代表。

## 经济
该镇农业以水稻、麦和油菜种植为主，盛产淡水鱼。1979年后逐渐由农业型集镇转化为工业型集镇，乡镇工业有酿酒、纺织、印染、五金、建材、皮革等行业。
东浦酿酒业历史悠久，为绍兴老酒的发祥地之一，宋代时已成为绍兴酿酒业的中心，有“越酒闻天下，东浦酒最佳”，“绍兴老酒出东浦”和“东浦师傅绍兴酒”之称，当地也有祭祀酒仙、酒仙会市等传统庙会文化，现为绍兴市级非物质文化遗产保护项目。

## 交通
东浦镇过境交通主要有杭甬铁路、104国道（杭温公路）和浙东运河等，境内交通原以河网交通为主，随着传统商业市镇经济的没落，以及现代公路、铁路等交通形式的兴起，现状已基本上放弃了河网交通，而以道路交通为主。

## 文物古迹
东浦镇区主要文物古迹包括徐锡麟故居、热诚学堂旧址、陈家宗祠、同泰当铺、大川桥和新桥等，此外在辖境内有泗龙桥等较为罕见的乡土风物，由于现状尚未进行有效的旅游开发，一年的游客量仅数千人。
- 陆游故居遗址：位于塘湾村（原属鉴湖乡），旧有三山西村，为陆游于南宋乾道二年（1166）迁居之处。
- 徐锡麟故居：位于东浦孙家溇[c]，建于晚清，为徐锡麟出生地[14]。
- 热诚学堂旧址：位于东浦镇中心小学，建于清光绪三十年（1904），为徐锡麟创办的近代学堂[15]。
- 泗龙桥：位于鲁东村南青甸湖，清代始建，民国二十六年（1937）重建，由三孔石拱桥和十六孔石梁桥组成[16]。